# NGC 5696
NGC 5696 is een spiraalvormig sterrenstelsel in het sterrenbeeld Ossenhoeder. Het hemelobject werd op 18 maart 1787 ontdekt door de Duits-Britse astronoom William Herschel.

## Synoniemen
- UGC 9415
- MCG 7-30-36
- ZWG 220.36
- IRAS 14350+4202
- PGC 52235